# Aeroportul Kamalpur
Aeroportul Kamalpur (IATA: IXQ, ICAO: VEKM) este un aeroport din Tripura, India ce deservește zona Kamalpur⁠(d). A fost numit după zona deservită.
Situat la o altitudine de 40 m, aeroportul dispune de o singură pistă. Este operat de Airports Authority of India⁠(d).